# Acanthopsyche carbonarius
Acanthopsyche carbonarius är en fjärilsart som beskrevs av Karsch 1900. Acanthopsyche carbonarius ingår i släktet Acanthopsyche och familjen säckspinnare. Inga underarter finns listade i Catalogue of Life.